# Bugis (Taliwang)
Bugis is een bestuurslaag in het regentschap Sumbawa Barat van de provincie West-Nusa Tenggara, Indonesië. Bugis telt 4137 inwoners (volkstelling 2010).